# Parsifal (film 1912)
Parsifal è un film del 1912 diretto da Mario Caserini.
Il film è conosciuto anche col titolo francese Le Saint Graal.

## Trama
la storia del valoroso cavaliere Sir Parsifal della Tavola Rotonda di Artù e della sua ricerca per trovare il Sacro Graal.